# Cargo-Liner
Cargo-Liner bezeichnete eine aus sechs Einheiten von Fluss-Seeschiffen bestehende Schiffsklasse, die ab 1973 für die Cargo-Liner Bereederungsgesellschaft mit Sitz in Berlin gebaut wurde.

## Geschichte
Die Schiffe wurden von Gerhard Wessels, der nach seiner Seefahrtszeit als Kapitän in den 1960er-Jahren die Wessels Befrachtungs- und Bereederungsgesellschaft gegründet hatte, zusammen mit einem Ingenieurbüro entworfen. Die Schiffe wurden von drei Werften mit teilweise leicht voneinander abweichenden Abmessungen und Daten gebaut. Das Typschiff entstand auf der Werft Kramer & Booy im niederländischen Kootstertille, die Nachfolgebauten wurden auf der Gebr. Kötter Schiffswerft in Haren (Ems) und der Schiffswerft Gebr. Schlömer in Oldersum gebaut.
Die für die Binnen- und Küstenschifffahrt konzipierten Schiffe wurden vom Germanischen Lloyd klassifiziert und für die Mittlere Fahrt zugelassen. Sie wurden für die 1972 von Gerhard Wessels gegründete Cargo-Liner Bereederungsgesellschaft in Berlin gebaut. Die Gesellschaft verpflichtete sich vertraglich, für die Cargo-Liner Hauptmaschinen der VEB Schwermaschinenbau „Karl Liebknecht“ zu verwenden und bekam im Gegenzug die Genehmigung, im Transitverkehr zwischen Berlin und der Ostsee den Oder-Havel-Kanal zur Oder zu nutzen, statt den längeren Weg über Mittellandkanal, Elbe und Nord-Ostsee-Kanal in die Ostsee nehmen zu müssen. Das Unternehmen verschaffte sich so einen Wettbewerbsvorteil, da es Transporte von und nach Berlin in kürzerer Zeit anbieten konnte. Weiterhin konnte mit dem Cargo-Liner ein ungebrochener Verkehr angeboten werden, da die Ladungen nicht noch einmal in einem Seehafen zwischen See- und Binnenschiff umgeladen werden mussten. Die Befrachtung erfolgte durch das Rhein-, Maas- und See-Schiffahrtskontor in Duisburg.
Außer in die Ostsee wurden die Schiffe auch im übrigen europäischen Raum sowie im Mittelmeer und dem Schwarzen Meer sowie auf den europäischen Binnenwasserstraßen eingesetzt.
Der ungebrochene Verkehr zwischen Berlin und den Ostseehäfen wurde nach 1978 eingestellt, weil er unter den damaligen Bedingungen nicht mehr wirtschaftlich war. Die Schiffe wurden Anfang der 1980er-Jahre verkauft. Mindestens zwei der Schiffe, die als Cargo-Liner II gebaute, heutige Miska, und die als Cargo-Liner IV gebaute, heutige Mistral, befindet sich noch in Fahrt.

### Laderaumexplosion auf derMaria
Am 11. Juli 1988 ereignete sich auf der Maria, die in Brunsbüttel in der Alten Nordschleuse des Nord-Ostsee-Kanals lag, eine Laderaumexplosion. Das für die niederländische Reederei Amasus Shipping fahrende Schiff war mit 1100 Tonnen Ladung aus geschütteten Ferromanganbriketts und Siliziummanganbriketts sowie palettierten Ferrosiliziumbriketts auf einer Reise von Porsgrunn nach Duisburg. Im Ferrosilizium hatte sich durch Feuchtigkeit Wasserstoff gebildet, der wahrscheinlich durch Funkenbildung bei Schleifarbeiten an der Luke entzündet wurde. Ein Mann, der sich unbefugt im Bereich der Schleusen aufhielt, starb, 15 weitere Personen wurden zum Teil schwer verletzt. Am Schiff, den fünf mit in der Schleusenkammer liegenden Sportbooten und den Schleuseneinrichtungen, insbesondere dem mittleren Leitstand, entstanden große Sachschäden. Die mehrere Tonnen schweren Lukendeckel und das an Deck stehende Auto des Kapitäns wurden bei der Explosion bis zu 30 Meter hoch geschleudert und landeten teilweise 300 Meter entfernt vom Schiff. Durch die Druckwelle zerbarsten im Umkreis bis zu einem halben Kilometer Fensterscheiben. Im Seeamtsverfahren in Kiel am 12. Januar 1989 wurde unter anderem bemängelt, dass der Kapitän die Arbeiten mit Funkenbildung während des Schleusenaufenthaltes des Schiffs geduldet hatte.

## Technische Daten und Ausstattung
Der Antrieb der Schiffe erfolgte durch einen Viertakt-Achtzylinder-Dieselmotor des Herstellers VEB Schwermaschinenbau „Karl Liebknecht“ (Typ: 8NVD48A). Die Leistung des Motors betrug 995 bhp (rund 1000 PS). Die Schiffe erreichten damit eine Geschwindigkeit von 10 kn.
Die Decksaufbauten befinden sich im hinteren Drittel der Schiffe. Sie sind sehr flach, dafür aber recht lang gehalten. Das Steuerhaus und die Back der Schiffe sind in der Höhe hydraulisch verstellbar. Im Vorschiff- sowie im Achterschiffsbereich befindet sich jeweils ein klappbarer Mast. Die geringe Höhe der Decksaufbauten, die Höhenverstellbarkeit des Steuerhauses und die klappbaren Masten erlauben den Schiffen, feste Brücken auf Binnenwasserstraßen zu unterqueren. Vor den Decksaufbauten befindet sich der rund 53 Meter lange Laderaum, der von stählernen „Piggy-back“-Lukendeckeln verschlossen wird.
Die Schiffe wurden später teilweise umgebaut und neu motorisiert. Zwei Schiffe der Serie wurden zu Binnenschiffen umgebaut, eines zu einem Zementfrachter.

## Die Schiffe
| Bauname         | Bauwerft/Baunummer                                                  | IMO-Nummer | Stapellauf Fertigstellung            | Umbenennungen und Verbleib |
| --------------- | ------------------------------------------------------------------- | ---------- | ------------------------------------ | --- |
| Cargo-Liner I   | Handel- & Scheepsbouw Maatschappij Kramer & Booy, Kootstertille 166 | 7510781    | 19. April 1973 21. September 1973    | 1981 Bielefeld, 1984 Tasman, 1992 Noorderling, 1997 Omega III, 2000 Vega III, 2007 Vega IV, ab 1. Mai 2011 bei Kiliclar in Aliağa verschrottet.                                        |
| Cargo-Liner II  | Gebr. Kötter Schiffswerft, Haren/Ems 68                             | 7510793    | Dezember 1973 28. Juni 1974          | 1982 Pia, 1982 Maria, 1992 Deo Volente, 1995 Deo Gratias, 2009 Miska, 2023: Xenia |
| Cargo-Liner III | Schiffswerft Gebr. Schlömer, Oldersum 231                           | 7424530    | 28. November 1975 12. März 1976      | 1981 Amy, 1983 Umbau zum Zementfrachter, 1983 Farnese, 1993 Gorgulho, 2002 Vranjic, am 5. März 2015 in Solin, Sveti Kajo, im Sturm gestrandet, Totalverlust.                           |
| Cargo-Liner IV  | Schiffswerft Gebr. Schlömer, Oldersum 232                           | 7393078    | 28. Juni 1974 14. September 1974     | 1981 Uelzen, 1982 Manja, 1997 Umbau zum Baustoff-Binnenschiff, 1997 Esther, 2002: Gremko, 2007 Mistral                                                                                 |
| Cargo-Liner V   | Schiffswerft Gebr. Schlömer, Oldersum 233                           | 7424499    | 24. April 1975 23. Mai 1975          | 1981 Inez V, 1983 Argo, 1993 Compaen, 1999 Umbau zum Baustoff-Binnenschiff, 1999 Cornelis, 2000 Tuimelaar, 2018 Adrie-S,                                                               |
| Cargo-Liner VI  | Schiffswerft Gebr. Schlömer, Oldersum 234                           | 7424542    | 27. September 1975 21. November 1975 | 1982 Terschelling, 1989 Marina, 1990 Port de Lyon, 1993 Joy, 2007 Antivari, 2010 Dak, Totalverlust nach Maschinenschaden am 29. März 2012, ab 24. Dezember 2014 in Aliağa verschrottet |